# ジャマイカの歴史

ジャマイカの位置

ジャマイカの歴史（ジャマイカのれきし）では、カリブ海に浮かぶ立憲君主制国家の島国ジャマイカの先史時代から現代までの歴史を扱う。

## 先コロンブス期
南アメリカ（現在のオリノコ川流域）からカヌーで移住してきたタイノ族/アラワク族は、11世紀頃までにはジャマイカに定住し、漁労、採集を営みながら生活した。一説には、「ジャマイカ」という単語は、「森と水の国」という意味を持つタイノ語の「Xaymaca」（ザイマカ）から来ているともされている。

## スペイン植民地時代

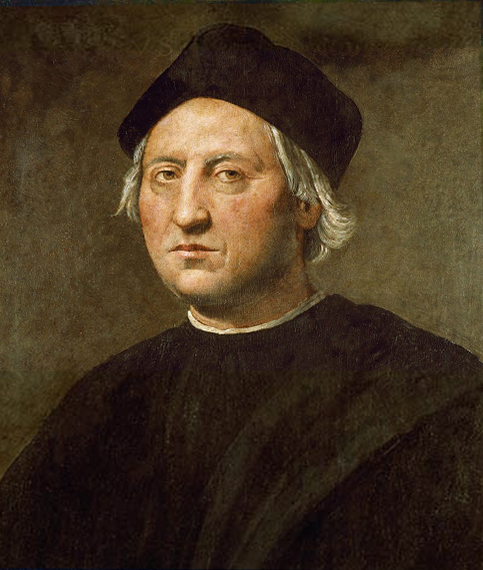
ジャマイカの「発見」者 クリストファー・コロンブス

1494年5月4日にスペインの探検家クリストーバル・コロンが2度目の航海でハマイカ（スペイン語でJamaica）に上陸。1503年、コロンブスは4度目の航海で再びジャマイカに上陸し、船の修理を行う間の1年間をオーチョ・リオス近郊で過ごした。その後ジャマイカは1509年にスペイン人のコンキスタドール（征服者）フアン・デ・エスキベルによって征服され、島をハマイカからサンティアゴに改名した。

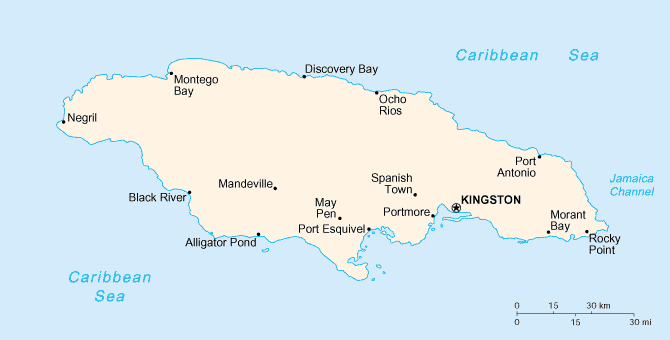
20世紀末のジャマイカの地図 コロンブスが上陸したのは島の中央北岸にある St.Ann's Bay だと考えられている

スペインの司教バルトロメ・デ・ラス・カサスは、スペインの征服者によって先住民が酷い扱いを受けていたことについて『インディアスの破壊についての簡潔な報告』を書いている。彼は、スペイン人はタイノ族をキリスト教に改宗すべきだと信じていた。結果的には、スペインのジャマイカ征服から50年も経たないうちに、10万人いたタイノ族/アラワク族はスペイン人の持ち込んだ疫病、奴隷制度、および戦争によって絶滅した。1517年、スペインはジャマイカに最初の黒人奴隷を連行した。
1538年に首都がジャマイカ最初の町、セビージャ・ヌエバから、現キングストン近郊のビジャ・デ・ラ・ベガ（現在のスパニッシュ・タウン）に移転した。各地にサトウキビのプランテーションが作られ、その労働力として西アフリカから多くの黒人奴隷が連行されてきた。
1640年代までには、ジャマイカには美人がいるという評判も立ち、多くのスペイン人がジャマイカに引き付けられた。その一方で、1555年から1655年の100年間、スペイン領ハマイカ（Jamaicaはスペイン語でハマイカと読まれていた）は多くの海賊による攻撃を受けることがあった。また、ジャマイカでは金などの鉱産物が産出しないことが確認されると、スペイン人は徐々に植民地支配の意欲を失っていった。

## イギリス植民地時代
1642年にイングランドでピューリタン革命が勃発し、オリヴァー・クロムウェルが護国卿に就任してイングランド共和国の実権を握り、オランダとの海上覇権を巡る争いの中で1651年に航海法を制定して重商主義政策を進めていたが、クロムウェルは第一次英蘭戦争に勝利した後に「西方計画」を発令し、スペインから西インド諸島の覇権を奪うためにイスパニョーラ島の攻略に取り掛かった。
しかし、イスパニョーラ島の防備が固かったためにサント・ドミンゴ攻略に失敗したイギリス軍は矛先をハマイカに変更し、1655年5月、イギリス海軍提督ペン（アメリカ合衆国のペンシルベニア州を創設したウィリアム・ペンの父）とベナブルズ将軍が侵攻、この島を実効支配した。1657年に海賊とスペイン軍の攻撃からの防御のため、ポート・ロイヤルに首都が移転された。1650年にアイルランドを征服し、植民地化していたクロムウェルはアイルランド人年季奉公人をジャマイカやバルバドスに送り込んだため、現在もジャマイカの地名や人名にはアイルランドの影響が見られる。
1657年と1658年には、キューバから航行したスペイン軍が島を取り返そうと侵攻するが、オーチョ・リオスとリオ・ヌエボの戦いで敗れた。イギリスは、1661年に完全な植民地化を始めて、1670年にマドリード条約を通して正式にスペインから獲得した。1692年には都市が形成されつつあった当時のジャマイカの首都ボート・ロイヤルに大地震が起こり、首都は壊滅状態となった。このため、イギリスはスペイン領時代の首都、ビジャ・デ・ラ・ベガをスパニッシュ・タウンに改名し、首都として再建した。

### 18世紀
スペイン領時代から過酷な労働を強いられた黒人たちはプランテーションを逃げ出し、中央部の山脈に籠って、山中に集落を形成し、指導者の下で自給自足の生活を営みながら、奴隷解放を目指して活動を始めた。マルーン (Maroon) と呼ばれるこの逃亡奴隷たちは自由を求めてイギリス植民地政府に対する反乱を繰り返した。
マルーン蜂起の最大のものは18世紀初頭、クジョ (Cujoe/Cudjou) に率いられた第1次マルーン戦争 (First Maroon War) である。マルーンは土地勘のないイギリス軍をゲリラ戦で苦しめ、戦争は1739年の停戦合意で終結するが、この時マルーンは完全な自由と600ヘクタールの土地を得ることとなった。これによって何世代もアフリカ独自の文化が受け継がれることになり、現在のジャマイカ文化を特徴付けるものとなる。しかし、以降マルーンは自治を守るためにイギリスの傭兵となって黒人を弾圧する側に回ることにもなった。
1760年のタッキーの反乱 (Tacky's Rebellion) は、当初は一地区で起こした小規模な暴動であったが、瞬く間にあちこちに飛火し、全島を揺るがす大反乱に発展していった。
1789年にフランス革命が勃発し、ルイ16世が処刑されたことによってイギリスがフランスに干渉することを決定すると、1793年9月にジャマイカからもフランス領サン＝ドマングでのハイチ革命に介入するための軍隊が派遣された。1795年には第2次マルーン戦争 (Second Maroon War) が勃発した。

### 19世紀

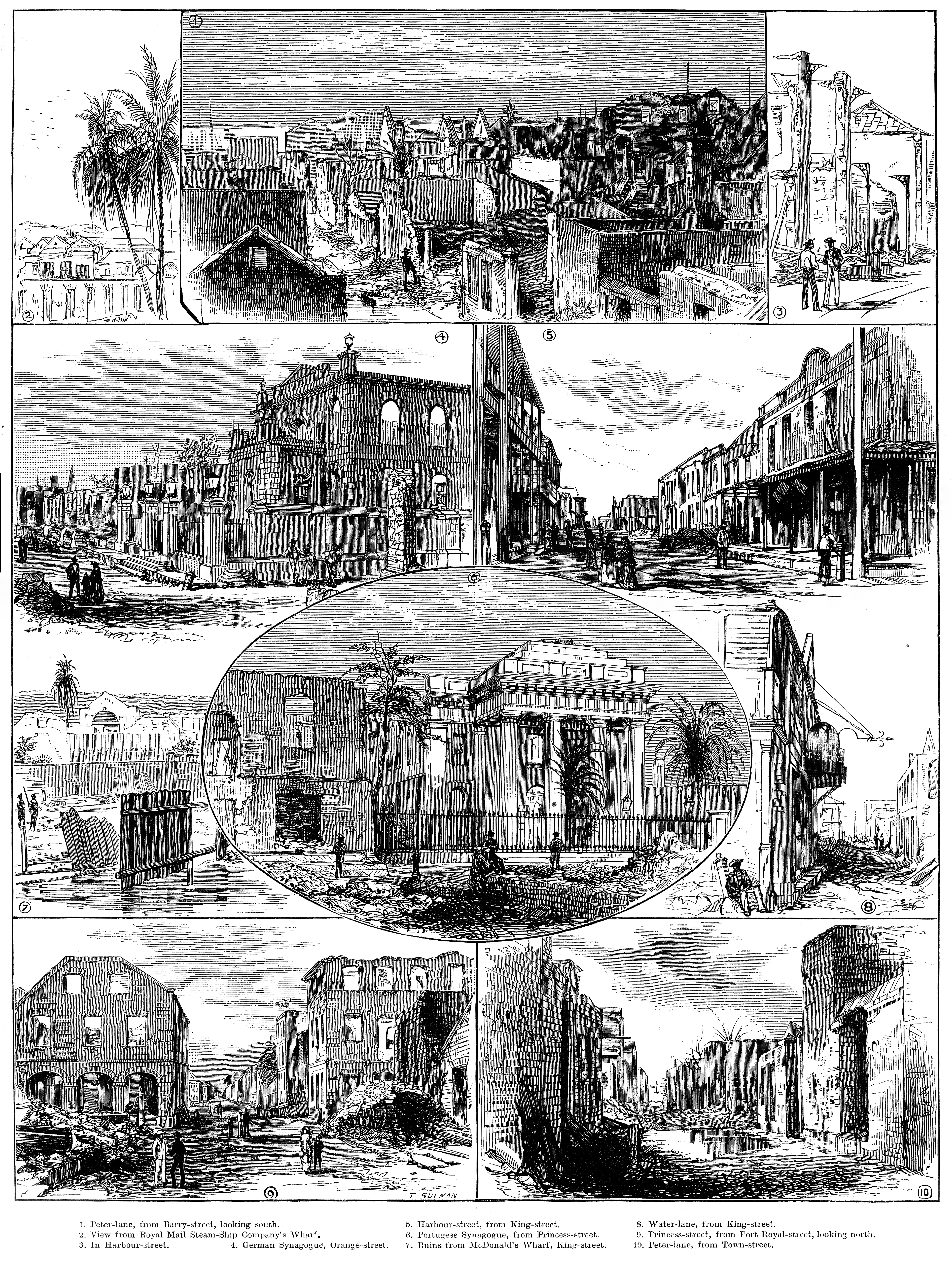
1882年のキングストン大火の後の様子。

度重なるマルーンたちの反乱を見て、1807年、英国議会は、アフリカ、ジャマイカ間の奴隷貿易を廃止した。しかし、黒人奴隷の奴隷制廃止の要求は強まり、1831年、奴隷でありバプテスト教会の説教師であったサム・シャープ (Sam Sharpe) が起こした反乱、バプテスト戦争はマルーン傭兵の力を得たイギリス軍によって10日間で鎮圧されたが、黒人を精神的に支配するはずだったキリスト教が反乱の指導原理として機能した点で、英国議会で議論された結果、1833年、奴隷制度廃止法案が英国議会で可決され、6歳以下のすべての黒人の子供は自由となった。その後1838年8月1日に徒弟制度も廃止され、黒人は、貧しいながらも完全なる自由を獲得した。
黒人のほとんどが丘陵地帯に定住して、所有する狭い土地を開墾する道を選んだため、大農園の所有者たちは安価な労働力を新たに他から得なければならなくなった。このため、1840年代から1910年代にかけてトリニダード島とジャマイカではインド、アフリカ、中国（清）、ポルトガル領マデイラ諸島から年季奉公の契約労働者がジャマイカにやってくるようになり、ジャマイカには約4万人のインド人と約1万人のアフリカ人が流入した。
1865年にはバプテスト派のポール・ボーグル牧師がモラント・ベイの反乱（ジャマイカ事件）を起こした。この反乱もマルーン傭兵部隊とイギリス軍によって鎮圧されたが、事態の終息のため英国王室が介入することになり、黒人や有色人種の政治参加を排除するために植民地議会制度が廃止され、ジャマイカは王領直轄植民地となった。1872年には首都を港湾都市として発展したキングストンに移した。
1870年にそれまでのサトウキビのプランテーションに代わって、バナナのプランテーションに栽培品目の転換が図られたために19世紀後半にはバナナ・プランテーションがアメリカ合衆国資本によって開発され、バナナが砂糖に代わって重要な輸出商品となった。しかし、この産業構造の転換のために多数のジャマイカ人労働者が失業し、多数のジャマイカ黒人がアメリカ合衆国やキューバ東部、コスタリカ、ニカラグア、ホンジュラス、パナマ地峡などのカリブ海沿岸に移住した。現在も中央アメリカのカリブ海側に英語を話す黒人が多いのはこのためである。

### 独立まで

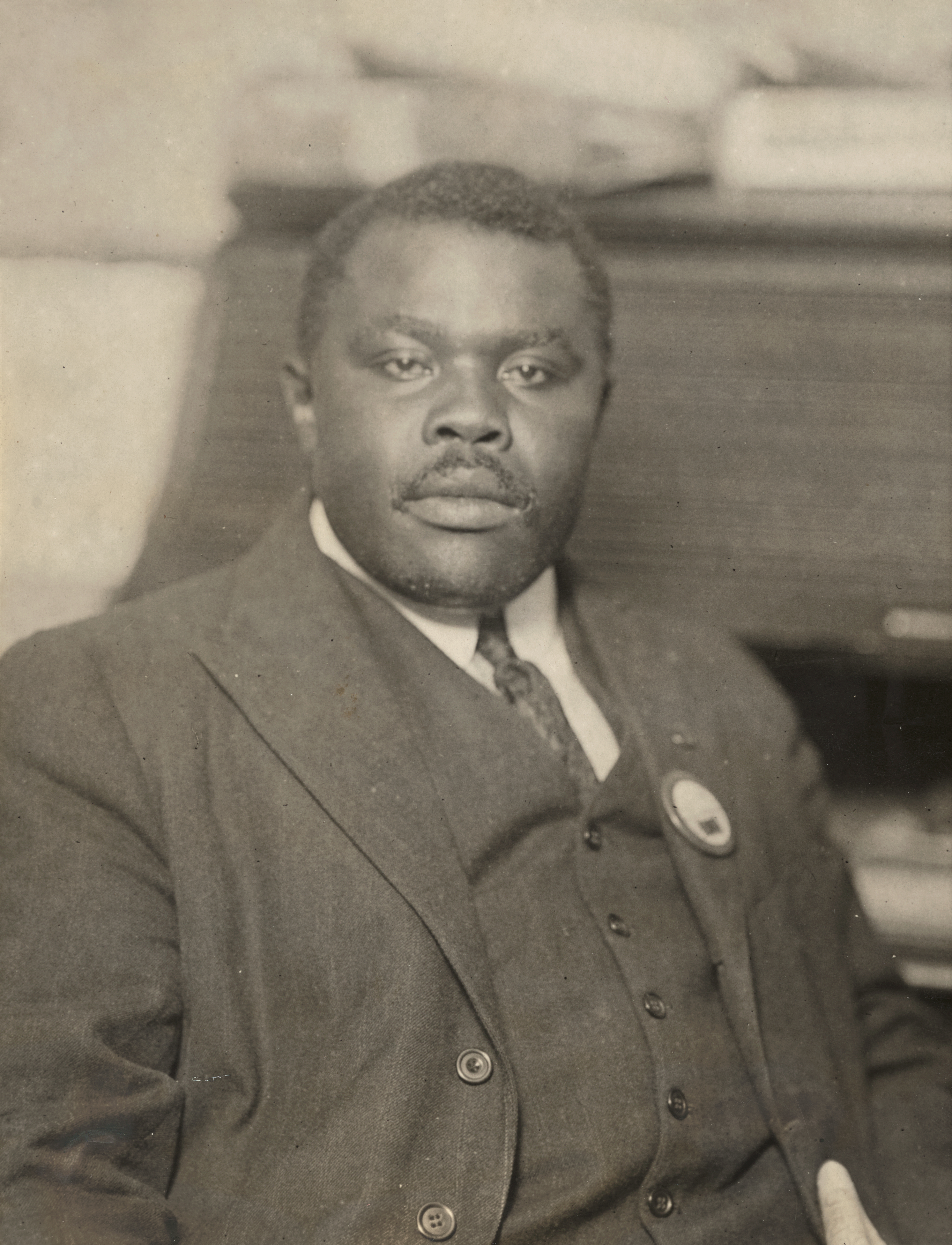
マーカス・ガーベイ

1914年にマーカス・ガーベイがキングストンで世界黒人地位向上連盟（UNIA）を結成した。その後ガーベイが指導したアフリカ帰還運動は失敗に終わったものの、その後のC・L・R・ジェームズ、エリック・ウィリアムズらによって始められる、カリブ海における黒人的なものを肯定的に捉える運動の先駆けとなった。
1920年代になると、砂糖産業の衰退に伴って、都市に流入した新たな労働者層の組合が作られた。
1930年代の世界的な大恐慌では、中産階級と賃金労働者階級に重大な影響を与え、昇給などの労働条件の改善を求めて暴動やストライキが多発した。1938年には、その暴動は大規模になり全国に広がった。この時の指導者ノーマン・マンリー及びアレクサンダー・バスタマンテは、その後、労働組合を基盤に各々政党を結党する。ノーマン・マンリーは1938年に人民国家党 (PNP) を結党。その5年後に、ジャマイカ労働党 (JLP) がバスタマンテによって創設される。両党によるイギリス議会への働きかけもあり、1944年、「ジャマイカに関する勅令」により、普通選挙による議会が設置され、同時に総選挙が実施された。これにより、ジャマイカでも二大政党制が確立した。
第二次世界大戦終結後、疲弊したイギリスは徐々に植民地政策を変更し、1947年にジャマイカのモンテゴ・ベイでイギリス領西インド諸島の代表とイギリス植民地省による会談が実現し、イギリス領西インド諸島の連合国家の建設準備委員会が設置された。
こうした動きにより、1956年にトリニダード島のチャガラマスに首都を置き、イギリス領ギアナとイギリス領ホンジュラスを除いたイギリス領西インド諸島の10の植民地による西インド連邦が建設された。1957年にはジャマイカに自治政府の設置が認められたが、ジャマイカのマンリーやバスタマンテ、トリニダードのエリック・ウィリアムズといった有力者は西インド連邦に参加しなかったために連邦は当初から機能不全を起こし、バルバドスのグラントリー・アダムズが首相に就任した。1959年に人民国家党のマンリーがジャマイカ自治政府の首相に就任したが、対立するジャマイカ労働党は西インド連邦からの脱退を唱え、1961年9月に行われた連邦脱退の是非を問う住民投票で脱退派が勝利したためにジャマイカは連邦から脱退し、正式に1962年8月6日に独立する。8月31日にはウィリアムズ博士の指導の下でトリニダード・トバゴも独立し、ジャマイカは292年間の英国支配を脱し、カリブ海英領植民地の中で最初に独立を達成した。

## 独立以降のジャマイカ

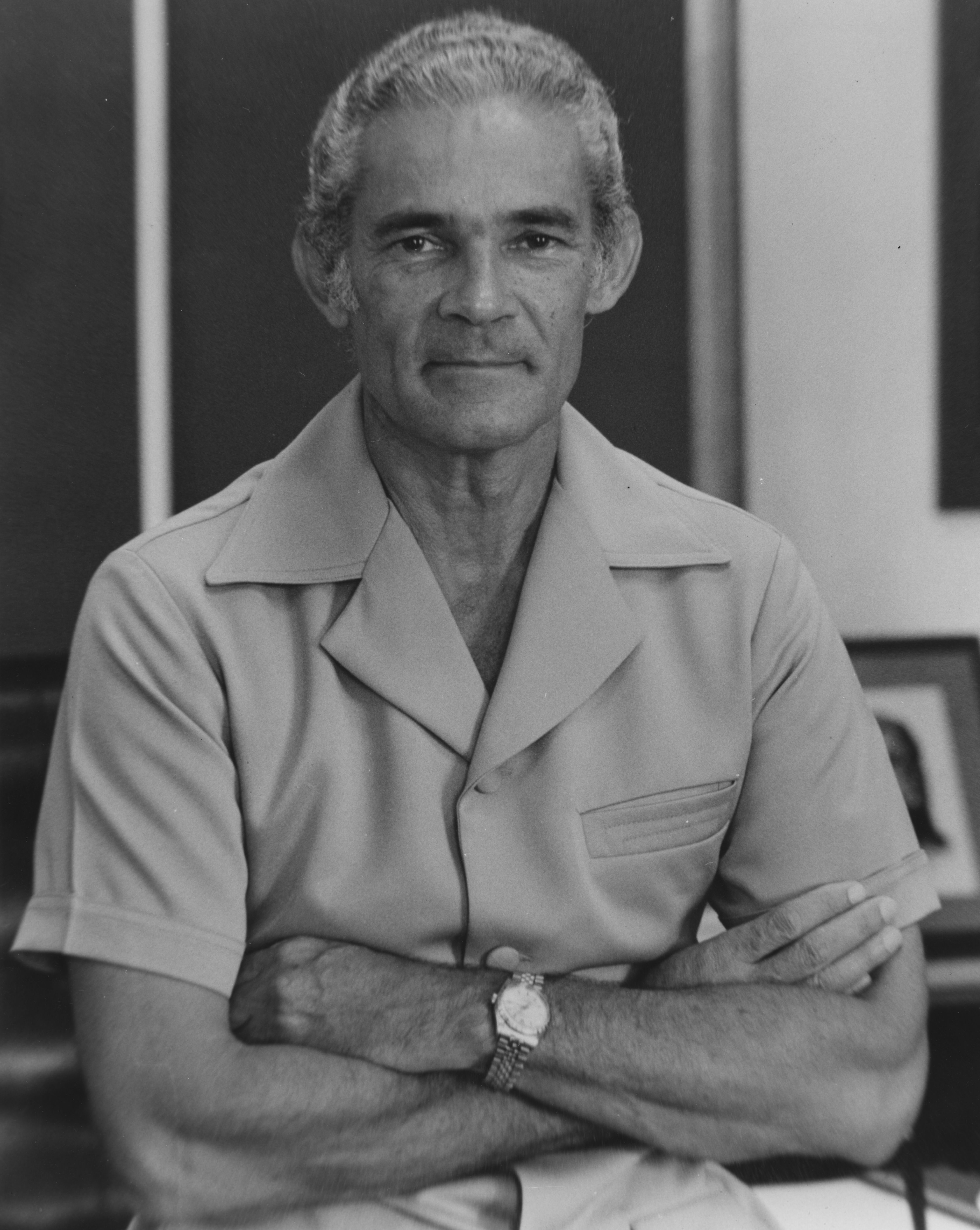
マイケル・マンリー

1962年の独立後、初代首相にはジャマイカ労働党（JLP）のバスタマンテが就任し、9月には国連に加盟した。1967年にもJLP再びが勝利した。1969年には非核保有条約に調印。変動為替相場なども導入した。
1972年には人民国家党（PNP）から出馬したノーマン・マンリーの息子のマイケル・マンリーが選挙に勝利し、貧困対策を行うも成果は上がらなかった。1976年の選挙はPNP派とJLP派の激しい対立の中で行われたが、貧困対策の継続を掲げたPNPが再び勝利した。マイケル・マンリーは資本主義体制下での国民生活向上の困難さを訴えて、内政面では民生社会主義、外交面では非同盟中立を宣言し、ジャマイカの社会主義化を目指した。この路線により主要産業だったボーキサイト産業は半国有化され、共産主義国キューバのフィデル・カストロ政権への接近がなされた。しかし、アメリカ合衆国の内政干渉などによりこの政策は成功しなかった。1980年の選挙は「アメリカ合衆国とキューバの代理戦争」とも呼ばれ、両国に支援された両派の激しい抗争のために655人の死者を出した市街戦を伴い、得票率で与党のPNPは破れ、JLPから出馬した親米派のエドワード・シアガが勝利した。
シアガ政権はキューバとの関係を縮小して1981年10月に国交を断絶し、アメリカ合衆国との関係を重視したために、合衆国からの経済援助がジャマイカにもたらされて一時的に経済状態は改善したが、シアガは経済政策に失敗し、累積債務の拡大を招いた。また、親米政策により1983年のアメリカ軍による社会主義グレナダ（ニュージュエル運動政権）へのグレナダ侵攻にジャマイカ軍を派遣し、現在までグレナダ、ジャマイカ両国間の関係に微妙な影響を残すことになった。1988年にはハリケーン・ギルバートが直撃し、国民の25%が家屋を失う大惨事となった。
1989年の選挙では再びPNPのマイケル・マンリーが勝利したが、マンリーは1991年に引退し、副首相のパーシヴァル・パターソンが昇格した。1993年、1997年、2002年の選挙でもPNPは勝利し、パターソン政権は長期政権となった。
2006年の選挙により、PNPからポーシャ・シンプソン＝ミラーが当選し、ジャマイカ初の女性首相となった。
2007年の選挙により、JLPからブルース・ゴールディングが当選し、首相に就任した。